# Woroc
Woroc (eig. J. Zivkovic) ist ein kroatischstämmiger Rapper und Produzent aus Berlin-Kreuzberg. Er ist vor allem als Mitglied der Berliner-Hip-Hop-Formation VS Mafia bekannt.

## Biografie
Während des 1992 bis 1995 verlaufenden Bosnienkrieges leistete er einen anderthalbjährigen Militäreinsatz in der Krisenregion.
2004 begann Woroc mit dem Produzieren von Beats und gründete das Label Vatoz Music. Jedoch gründete er kurze Zeit später zusammen mit dem Rapper Colos, bis dahin Inhaber des Labels Streetsoul, die VS Mafia, in dessen Label VS Recordz Vatoz Music und Streetsoul einflossen. Nach kurzer Zeit wurden auch die Rapper ST Pain und Chagome sowie der Produzent Kazanova in die Crew aufgenommen. Des Weiteren wurden für zukünftige Veröffentlichungen auch Crew-externe Musiker wie Dissput und Deso Dogg auf VS Recordz gewonnen.
Bei seinen Produktionen nutzt der Berliner hauptsächlich MIDI-Keyboards und verzichtet auf Samples. Das Rappen begann Woroc im Jahre 2006, wobei dort seine markante Stimme zu seinem Markenzeichen wurde.
Des Weiteren trat er als Hauptproduzent des Albums Blut gegen Blut des Rappers Massiv in Erscheinung, welches im Juli 2007 als Re-Release über Sony BMG erschien und auf Platz 55 der Albumcharts einstieg. Die erste Single dieses Albums Wenn der Mond in mein Ghetto kracht produzierte Woroc zusammen mit Kazanova.
Sein eigenes Produzentenalbum Inferno erschien am 23. März 2007 und enthält Gastbeiträge von unter anderem Fler, Dissput, Massiv, Boxxxstar, Manny Marc, Aci Krank, Smoky und Frauenarzt. Außerdem war Woroc 2007 sowohl als Produzent, als auch mit einem Rap-Beitrag auf dem Album Leben im Exil seines Crew-Kollegen Colos vertreten, welches über Mellowvibes Records erschien. 
Am 22. Juni 2007 wurde das VS-Mafia-Album Brennpunkt Berlin veröffentlicht. Der Tonträger, auf welchem unter anderem Deso Dogg, MOK, Kitty Kat, Kaisa und Massiv mit Gastparts vertreten sind, wurde fast vollständig von Woroc produziert. Des Weiteren übernahm Woroc 2007 die komplette Produktion des Albums Freier Fall von Chagome.
2008 war Woroc an der Entstehung des Albums Geeni’z der Rapper Deso Dogg und Jasha als ausführender Produzent beteiligt. Die Musik wurde komplett von ihm produziert. Auf dem Album sind Rapper wie MC Bogy, Lil Deso oder Stan da Man mit Gastbeiträgen vertreten. Des Weiteren ist Woroc einer der Hauptproduzenten des Albums Jung, brutal, gutaussehend von Kollegah und Farid Bang.
2009 entstand die Dokumentation 24 Stunden in den Straßen von Berlin, die am 22. Mai 2009 als DVD veröffentlicht wurde. Auf dieser stellen sich Berliner Rapper wie King Zaza, Hammer & Zirkel, Joe Rilla, MOK oder Massiv vor. Das Projekt war bereits seit längerem von Woroc in Planung und die Inhalte wurden schließlich an einem Tag abgedreht. Die beteiligten Hip-Hop-Musiker wurden ohne zuvor eingeweiht worden zu sein, mit in die Produktion einbezogen, sodass der Großteil der Szenen spontan entstanden sind.

## Diskografie
Alben
- 2007: Inferno
- 2007: Berlin Berlin
- 2008: Manischdepressiv (mit Dissput)
- 2008: Woroc Beats Part 1

DVD
- 2009: 24 Stunden in den Straßen von Berlin

Mitproduzierte Alben (Auswahl)
- 2004: Vatoz Music präsentiert Hauptstadt Flowz
- 2005: Stacheldrahtmörda von Kaisaschnitt
- 2005: Stacheldrahtmörda reloaded von Kaisaschnitt
- 2005: Kreuzberger Nächte von Killa Kombo
- 2005:  Rap City Berlin (Soundtrack) von Diverse
- 2005: Entfachte Macht von VS Mafia
- 2005: 36 Night Crime von Massaka
- 2006: Bad Boys von MOK
- 2006: Horrorkore Mixtape Teil 1 von MC Basstard & Massiv
- 2006: Traumfabrik von Kaisa & Hassmonstas
- 2006: Jeder vs. Jeden von VS Mafia
- 2006: Das 2er Album von Ray One
- 2006: Blut gegen Blut von Massiv
- 2006: Schwarzer Engel von Deso Dogg
- 2006: Rap City Berlin 2 (Soundtrack) von Diverse
- 2006: Wahre Veteranen – Gastparts von 4.9.0. Friedhof Chiller
- 2006: Honigblut von Colos
- 2006: Gang Member Vol. 1 von Rap Killa
- 2006: Weltschmerzen von ST Pain
- 2006: Bad Boys 2 von MOK
- 2006: Kaliba 36 von VS Mafia
- 2006: Remix für Hinterhof (Single) von Kaisa
- 2006: Hart an der Grenze (Sampler) von Frauenarzt und Manny Marc
- 2007: Jetzt reicht’s!!! von Frauenarzt
- 2007: Das Omen von Kaisa und MC Basstard
- 2007: Leben im Exil von Colos
- 2007: Blutbeton von Massaka
- 2007: Die Geschichte vom Rasenmähermann von Kaisa
- 2008: 666 von Kaisa und MC Basstard
- 2008: Blues Musik und Echte Musik Part 2 auf Echte Musik von Jonesmann
- 2008: Geeni’z von Deso Dogg & Jasha
- 2008: Kinder des Himmels von Nazar
- 2009: Jung, brutal, gutaussehend von Kollegah und Farid Bang
- 2009: Most Wanted von MOK
- 2009: Unser Sound von Apbs

Sonstige
- 2008: Bald Bruder (mit Dissput) (Juice Exclusive! auf Juice-CD #84)